# Salacia desmoides
Salacia desmoides är en nässeldjursart som först beskrevs av Torrey 1902.  Salacia desmoides ingår i släktet Salacia och familjen Sertulariidae. Inga underarter finns listade i Catalogue of Life.